# Euphaedra uganda
Euphaedra uganda är en fjärilsart som beskrevs av Aurivillius 1895. Euphaedra uganda ingår i släktet Euphaedra och familjen praktfjärilar. Inga underarter finns listade i Catalogue of Life.